# Кимкан
Кимка́н — село в Облученском районе Еврейской автономной области России. Входит в состав Известковского городского поселения.

## География
Село Кимкан расположено на Транссибирской магистрали, в 3 километрах южнее села проходит автотрасса Чита — Хабаровск.
Село Кимкан стоит на реке Кимкан (правый приток реки Кульдур, бассейн Биры).
Расстояние до административного центра городского поселения посёлка Известковый — около 10 км (на восток по автотрассе Чита — Хабаровск).

## Население
| 1924 | 1992 | 2002 | 2010 |
| ---- | ---- | ---- | ---- |
| 76   | ↗82  | ↗97  | ↘62  |

## Улицы
- ул. Ключевая,
- ул. Ленина,
- ул. Смидовича,
- ул. Советская,
- ул. Сопка.

## Инфраструктура
В селе находится одноимённая станция Дальневосточной железной дороги.